# 해운대온천
해운대온천(海雲臺溫泉)은 부산에서 동북방 18 km 지점 해운만안 사빈(砂濱)에서 용출하는 온천이다. 배산임해(背山臨海)의 지형이므로 풍경이 아름답고 해수욕장이 있는 등 호조건을 갖추고 있다. 천온 45∼50 의 알칼리성 단순식염천이며 라듐분이 약간 포함되어 있다. 신라 때부터 알려졌으나 부산항의 개항 후 동래온천과 같이 일본인에 의하여 개발되었다. 8·15 광복 후 이 지역이 부산시에 편입되고 교통이 편리해지자 급속히 발전되어 도시화하였다. 더욱이 여름철이면 인근 해수욕장에 해수욕객이 운집하여 인파를 이룬다.
신라시대 구남온천으로 불렸으며 신라 51대 진성여왕이 어릴적에 천연두를 앓아 해운대에 와서 온천욕을 하고 씻은 듯이 나았다고 전해진다. 알칼리성 단순식염온천으로 라듐분이 함유되어 피부병, 요통 고혈압, 류머티스, 빈혈 소화기질환 등 각종 성인병에 효험이 있으며 현재 중동, 우동지역 1.4km2는 온천지구로 지정 관리하였다가 해제되었다.

## 참고 자료
- 이 문서에는 다음커뮤니케이션(현 카카오)에서 GFDL 또는 CC-SA 라이선스로 배포한 글로벌 세계대백과사전의 내용을 기초로 작성된 글이 포함되어 있습니다.